# رزمایش سوسمار بی‌باک

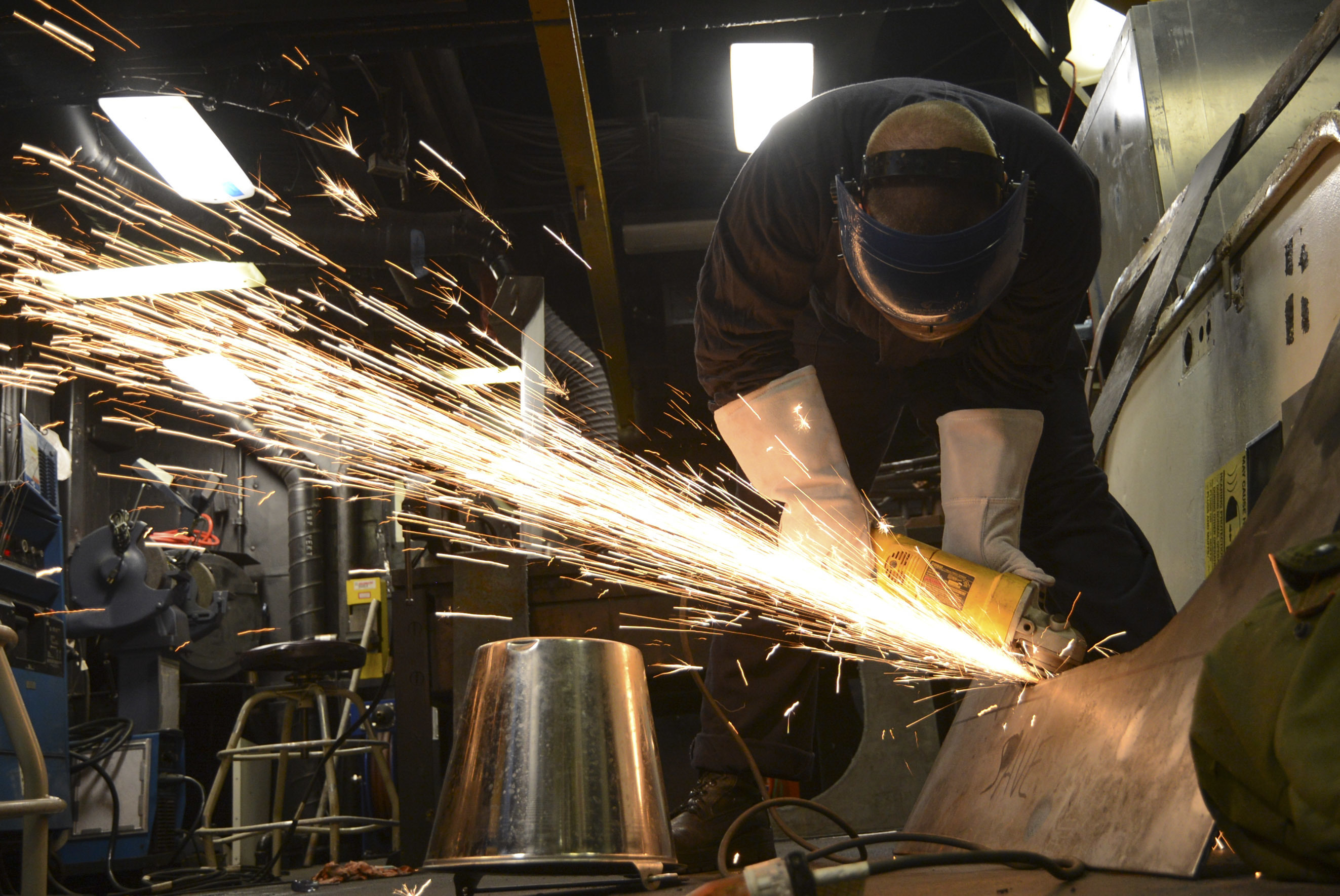
رزمابش سوسمار بی باک، اقیانوس اطلس (1 آگوست 2016)

رزمایش سوسمار بی‌باک یک رزمایش نظامی چند ملیتی به میزبانی ایالات متحده است که از سال ۲۰۱۱ هر ساله برگزار می‌شود.در سال ۲۰۱۲، این رزمایش از ۳۰ ژانویه تا ۱۲ فوریه ۲۰۱۲ با شرکت ۲۰ هزار نیروی رزمی، و همراهی واحدهایی از بریتانیا، فرانسه، هلند و ایتالیا، در سواحل شرقی آمریکا انجام گرفت. رزمایشی که هدف اعلام نشده آن ظاهراً پیاده کردن نیروهای واکنش سریع در سواحل شمالی و جنوبی خلیج فارس است. بنا بر اظهار دریاسالار جان هاروی، فرمانده نیروی دریایی آمریکا، بزرگ‌ترین تمرین نظامی آبی خاکی نوع خود طی ۱۰ سال گذشته محسوب می‌شود. اگر چه مقامات آمریکا می‌گویند، این رزمایش برای حمله به ایران تدارک دیده نشده ولی تنش‌های فعلی ایران و آمریکا به این موضوع دامن می‌زند.

## فرضیه رزمایش
به موجب پیش فرض رزمایش، پس از اشغال بخشی از سرزمین «عنبر» در خلیج فارس (احتمالاً عربستان سعودی) توسط یک واحد مکانیزه نظامی سرزمین «لعل» (احتمالاً ایران) و پس از آنکه سرزمین «لعل» تنگه هرمز را مین‌گذاری کرد، نیروهای متحد به دعوت سرزمین اشغال شده ابتدا نیروهای متجاوز را منکوب و در تعقیب عملیات، به بخش‌هایی از سرزمین «لعل» وارد می‌شوند.